# Conocybe lateritia
Conocybe lateritia är en svampart som först beskrevs av Elias Fries, och fick sitt nu gällande namn av Robert Kühner 1935. Conocybe lateritia ingår i släktet Conocybe och familjen Bolbitiaceae.   Inga underarter finns listade i Catalogue of Life.